# 圖庫馬柴山
11°55′9″S 75°58′33″W / 11.91917°S 75.97583°W
圖庫馬柴山（Tukumach'ay），是秘魯的山峰，位於該國中部胡寧大區，處於帕里亞卡卡山東北面和通舒山東南面，屬於安第斯山脈中帕里亞卡卡山脈的一部分，海拔高度約5,350米。